# Gare d'Aubusson
La gare d'Aubusson est une gare ferroviaire française de la ligne de Busseau-sur-Creuse à Ussel, située sur le territoire de la commune d'Aubusson, dans le département de la Creuse, en région Nouvelle-Aquitaine.
C'est une halte de la Société nationale des chemins de fer français (SNCF), desservie par des trains régionaux du réseau TER Nouvelle-Aquitaine.

## Situation ferroviaire
Établie à 431 mètres d'altitude, la gare d'Aubusson est située au point kilométrique (PK) 412,874 de la ligne de Busseau-sur-Creuse à Ussel, entre les gares ouvertes de Lavaveix-les-Mines et de Felletin.

## Histoire
La gare d'Aubusson est mise en service le 20 février 1871 lors de l'ouverture du tronçon de Fourneaux à Aubusson, réalisée par la Compagnie du chemin de fer de Paris à Orléans.

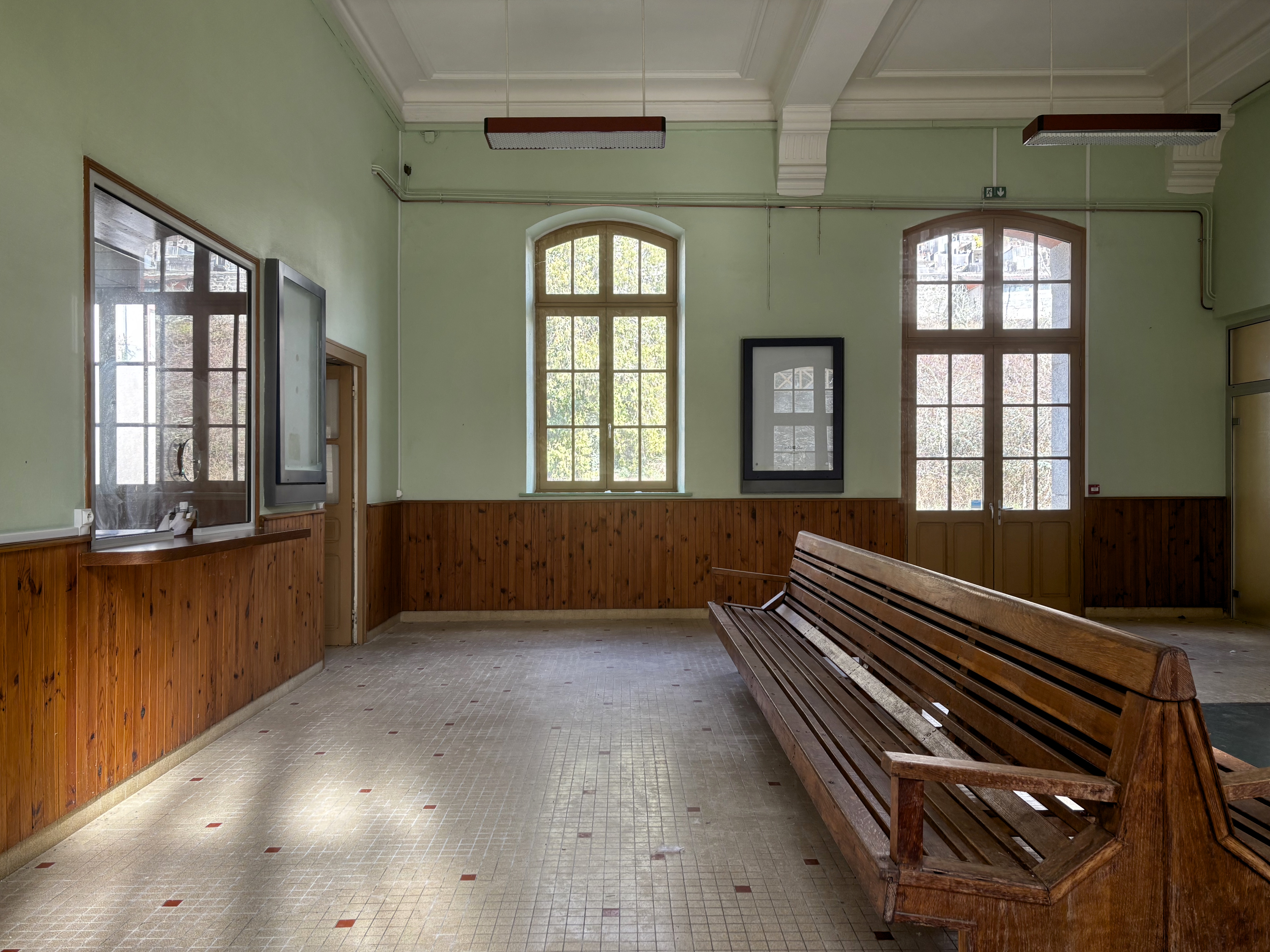
Le bâtiment voyageur (2025)

N'étant plus exploité, le bâtiment voyageurs a été mis en vente en 2017 par son propriétaire, la communauté de communes Creuse Grand Sud, pour un montant de 79 800 euros (une annonce a été déposée le 9 juin 2017 sur le site Internet Leboncoin).

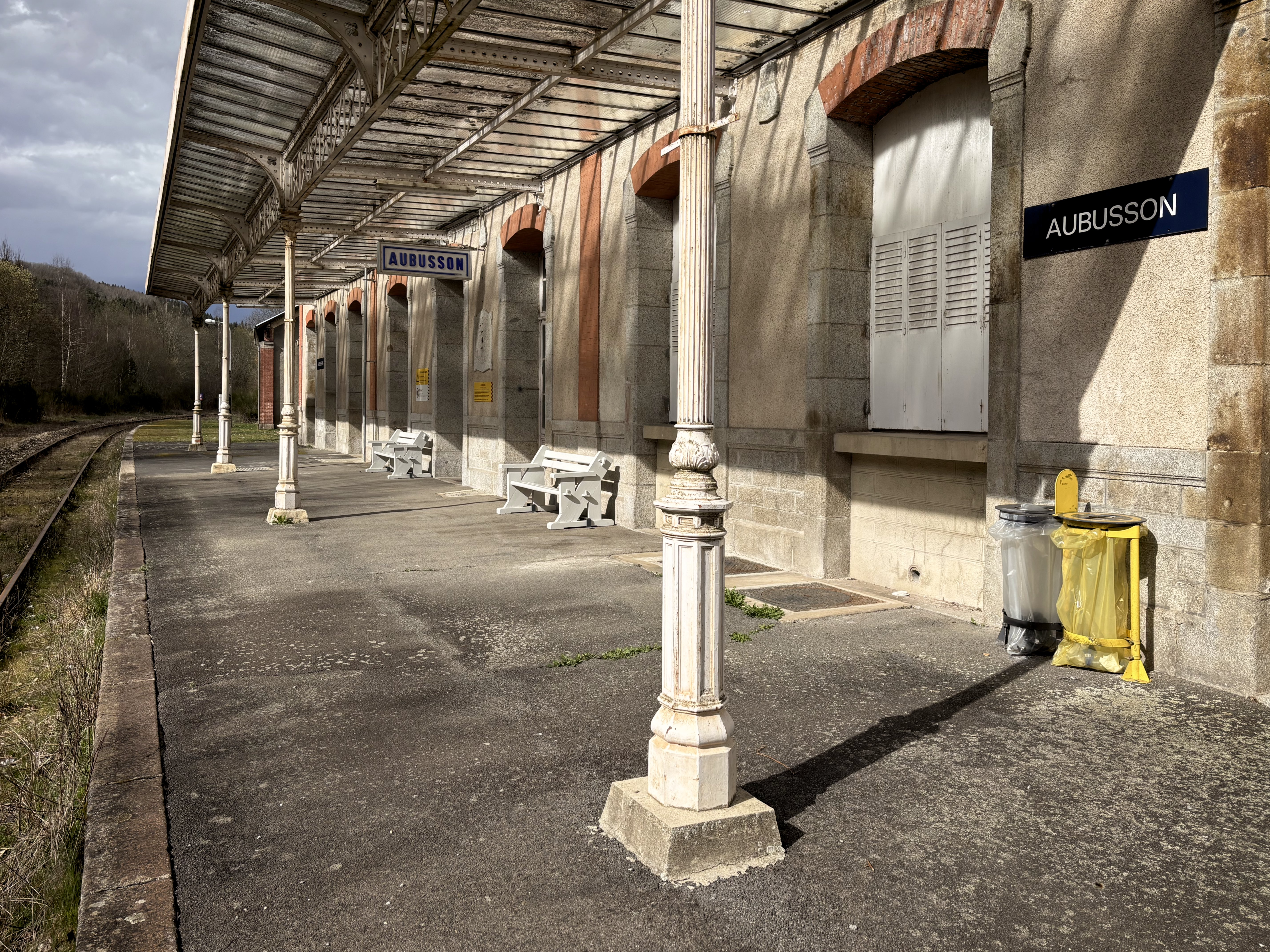
Le quai et sa marquise (2025)

Depuis 2018, il est la propriété de Pascal Quenardel, un passionné de patrimoine industriel qui utilise son logement comme résidence secondaire.
Contrairement à de nombreux bâtiments voyageurs désaffectés, celui de la gare d'Aubusson est encore en très bon état. Mais c'est moins le cas de la marquise du quai que la SNCF souhaite démolir au grand dam de monsieur Quenardel.
La ligne desservant la gare devrait être fermée durant l'été 2025en raison d'un trafic d'une faiblesse insigne (douze voyageurs par jour en 2023 pour 4400 voyageurs annuels) .

## Fréquentation
De 2015 à 2023, selon les estimations de la SNCF, la fréquentation annuelle de la gare s'élève aux nombres indiqués dans le tableau ci-dessous.
| Année     | 2015  | 2016  | 2017  | 2018  | 2019  | 2020 | 2021 | 2022 | 2023  |
| --------- | ----- | ----- | ----- | ----- | ----- | ---- | ---- | ---- | ----- |
| Voyageurs | 7 745 | 7 732 | 6 342 | 4 171 | 4 438 | 556  | 687  | 806  | 1 583 |

## Service des voyageurs

### Accueil
Halte de la SNCF, c'est un point d'arrêt non géré (PANG), à accès libre.

### Desserte

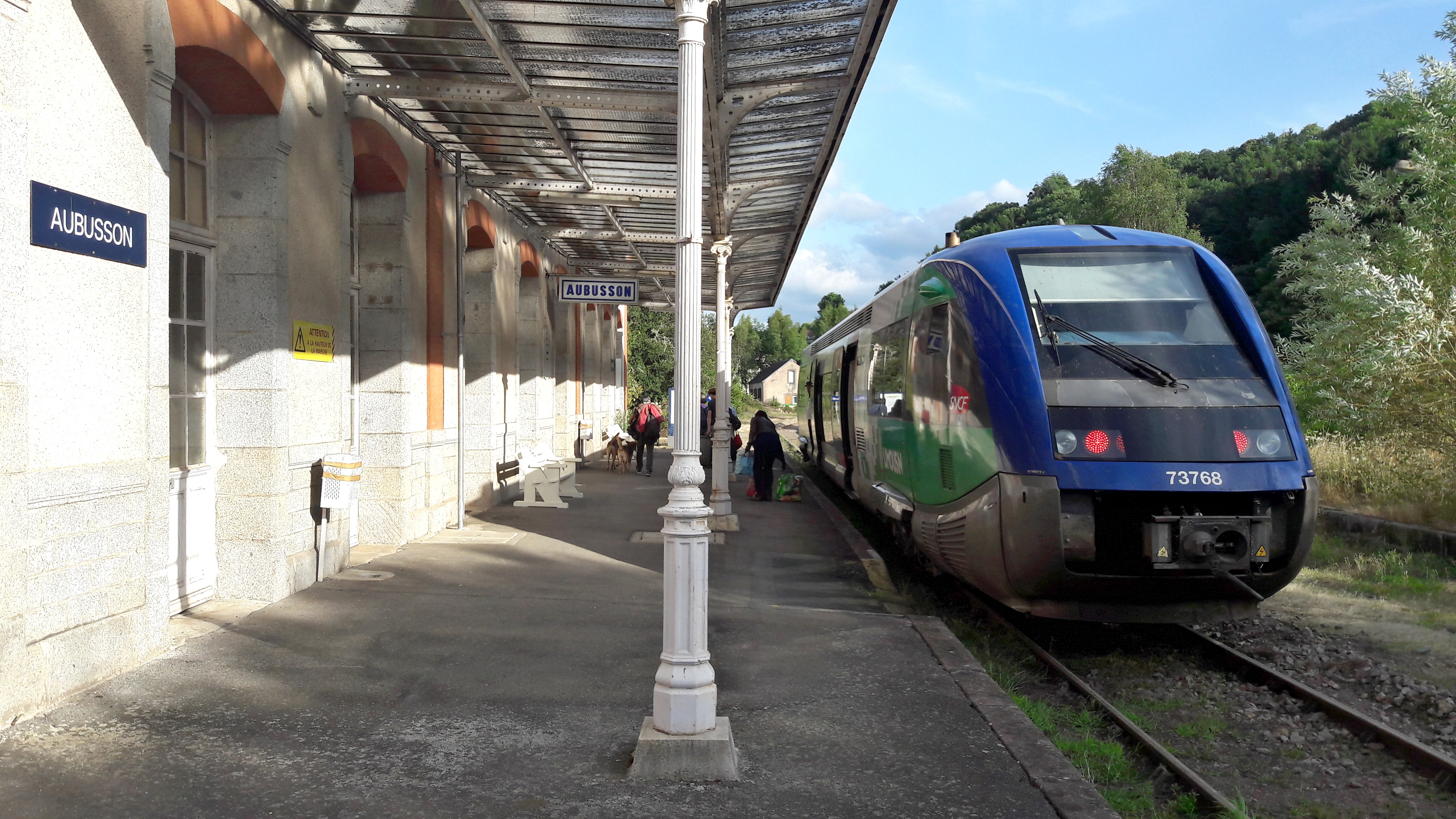
Un TER (rame X 73500), à quai.

Jusqu'en décembre 2022, Aubusson était desservie, sauf les week-ends et jours fériés, par des trains TER Nouvelle-Aquitaine, effectuant des missions entre Guéret et Felletin. Cela représentait deux aller-retour quotidiens.
À partir du 9 décembre 2023, dans le cadre de la démarche Optim'TER, la gare d'Aubusson est reliée à Limoges en train direct et les horaires deviennent adaptés aux déplacements en heures de pointe (mise en place d'un aller vers Limoges Bénédictins le matin à 06h34 et d'un retour en soirée arrivant à Aubusson à 18h57)

### Intermodalité
Un parking pour les véhicules y est aménagé.

Les correspondances avec les cars régionaux se font au niveau de la gare routière d’Aubusson.

## À la télévision
En mars 2019, l'ancien bâtiment voyageurs devient une gendarmerie pour les besoins du tournage du 17e épisode de la série Capitaine Marleau, Quelques maux d'amour.